# Ri Kyong-il
Ri Kyong-il (ur. 5 lutego 1980) – północnokoreański zapaśnik walczący w stylu klasycznym. Jedenasty na mistrzostwach świata w 2006. Mistrz uniwersjady w 2005 roku.